# Mehrangiz Dowlatshahi
Mehrangiz Dowlatshahi, née le 13 décembre 1919 à Téhéran (Iran) et morte le 20 octobre 2008 dans le 18e arrondissement de Paris, est une femme politique, diplomate et féministe iranienne active sous l'État impérial d'Iran. Elle est députée entre 1963 et 1975, présidente du Conseil international des femmes entre 1973 et 1976 et ambassadrice au Danemark entre 1975 et 1979. Elle est l'une des premières femmes parlementaires et la première ambassadrice de l'histoire du pays.

## Biographie
Née à Ispahan, ses ascendants sont pourtant d'importants propriétaires terriens de la province de Kermanshah. Elle est la fille de Mohammad Ali Mirza « Meshkout Al Dowleh », député et propriétaire foncier,. Elle est également membre de la dynastie Kadjar. Sa mère est Akhtar ol-Mulk, fille de Hidayat Quli Khan. Elle est la cousine d'Esmat ol-Molouk, quatrième épouse de Reza Shah.
Elle étudie en Allemagne et sort diplômée de l'université Humboldt de Berlin. Elle décroche également un doctorat en sciences sociales et politiques à l'université de Heidelberg.
Elle travaille au sein des services sociaux iraniens ainsi que pour le soutien aux prisonniers. Elle crée la société Rah-e No (« Nouveau chemin »), qui devient plus tard membre du Syndicat international des femmes. Cette entreprise propose des formations aux femmes et milite pour l'égalité des droits. Elle lance également des programmes d'alphabétisation des adultes dans le sud de Téhéran. En 1951, avec la militante Safeyeh Firouz, elle rencontre Mohammad Reza Pahlavi pour discuter du droit de vote des femmes en Iran (il est obtenu en 1963). Elle devient directrice du Comité consultatif sur les affaires internationales de l'Organisation des femmes d'Iran (WOI). Entre 1973 et 1976, elle est présidente du Conseil international des femmes.
Elle est députée entre 1963 et 1975, l'une des six premières femmes à accéder à cette fonction,. Elle représente la province de Kermanshah au Parlement pendant trois mandats. Elle contribue de manière significative à la loi sur la protection de la famille en 1967 et à son expansion en 1974. Elle a également la première femme ambassadrice d'Iran, nommée au Danemark en 1975.
Elle est encore au Danemark lorsqu'éclate la révolution iranienne de 1979. Elle quitte le pays et s'installe à Paris. En 2002, elle publie un livre, Society, Government, and Iran’s Women’s Movement. Elle meurt à Paris en octobre 2008.

## Décoration et honneur
- Grand-croix de l'ordre de Dannebrog (14 février 1979)[2]

En 1997, elle est nommée « femme de l'année » par la Fondation iranienne des études des femmes aux États-Unis.